# Élections législatives de 1967 dans l'Oise
Les élections législatives françaises de 1967 se déroulent les 5 et 12 mars 1967. Dans le département de l'Oise, cinq députés sont à élire dans le cadre de cinq circonscriptions.

## Élus
| Circonscription | Député sortant  | Parti | Parti   | Député élu ou réélu | Parti | Parti          |
| --------------- | --------------- | ----- | ------- | ------------------- | ----- | -------------- |
| 1re             | Marcel Dassault |       | UNR-UDT | Marcel Dassault     |       | UD-Ve          |
| 2e              | Edmond Nessler  |       | UNR-UDT | Edmond Nessler      |       | UD-Ve          |
| 3e              | Robert Hersant  |       | Radsoc  | Robert Hersant      |       | FGDS (Radical) |
| 4e              | René Quentier   |       | UNR-UDT | René Quentier       |       | UD-Ve          |
| 5e              | François Bénard |       | UNR-UDT | François Bénard     |       | UD-Ve          |

## Résultats

### Résultats à l'échelle du département
| Parti          | Parti                                           | Premier tour | Premier tour | Second tour | Second tour | Sièges |
| Parti          | Parti                                           | Voix         | %            | Voix        | %           | Sièges |
| -------------- | ----------------------------------------------- | ------------ | ------------ | ----------- | ----------- | ------ |
|                | Union des démocrates pour la Ve République      | 91 257       | 38,69        | 57 526      | 38,85       | 4      |
|                | Modérés                                         | 1 556        | 0,66         |             |             | 0      |
|                | Union des républicains de progrès               | 92 813       | 39,35        | 57 526      | 38,85       | 4      |
|                |                                                 |              |              |             |             |        |
|                | Section française de l'Internationale ouvrière  | 26 163       | 11,09        | Retrait     | Retrait     | 0      |
|                | Parti radical                                   | 17 327       | 7,35         | 21 323      | 14,40       | 1      |
|                | Convention des institutions républicaines       | 5 502        | 2,33         |             |             | 0      |
|                | Fédération de la gauche démocrate et socialiste | 48 992       | 20,77        | 21 323      | 14,40       | 1      |
|                |                                                 |              |              |             |             |        |
|                | Parti communiste français                       | 55 955       | 23,72        | 56 781      | 38,34       | 0      |
|                | Progrès et démocratie moderne                   | 29 798       | 12,63        | 12 461      | 8,41        | 0      |
|                | Parti radical                                   | 4 051        | 1,72         |             |             | 0      |
|                | Parti socialiste unifié                         | 2 511        | 1,06         | 0           |             |        |
|                | Socialistes indépendants                        | 1 752        | 0,74         | 0           |             |        |
|                |                                                 |              |              |             |             |        |
| Inscrits       | Inscrits                                        | 284 471      | 100,00       | 184 854     | 100,00      | 5      |
| Abstentions    | Abstentions                                     | 42 429       | 14,92        | 31 843      | 17,23       |        |
| Votants        | Votants                                         | 242 042      | 85,08        | 153 011     | 82,77       |        |
| Blancs et nuls | Blancs et nuls                                  | 6 170        | 2,55         | 4 920       | 3,22        |        |
| Exprimés       | Exprimés                                        | 235 872      | 97,45        | 148 091     | 96,78       |        |

### Résultats par circonscription

#### Première circonscription (Beauvais-Nord)
|                    | Marcel Dassault sortant réélu | UD-Ve          | 23 140 | 52,06  |  |  |  |
|                    | Robert Dusert                 | PCF            | 8 025  | 18,06  |  |  |  |
|                    | Maurice Segonds               | FGDS (SFIO)    | 7 957  | 17,90  |  |  |  |
|                    | Michel Lelièvre               | CD (PDM)       | 5 325  | 11,98  |  |  |  |
|                    |                               |                |        |        |  |  |  |
| Inscrits           | Inscrits                      | Inscrits       | 51 123 | 100,00 |  |  |  |
| Abstentions        | Abstentions                   | Abstentions    | 5 419  | 10,6   |  |  |  |
| Votants            | Votants                       | Votants        | 45 704 | 89,4   |  |  |  |
| Blancs et nuls     | Blancs et nuls                | Blancs et nuls | 1 257  | 2,75   |  |  |  |
| Exprimés           | Exprimés                      | Exprimés       | 44 447 | 97,25  |  |  |  |
| Source : Data.gouv |                               |                |        |        |  |  |  |

#### Deuxième circonscription (Compiègne)
| Candidat       | Candidat                     | Parti          | Premier tour | Premier tour | Second tour | Second tour |  |
| Candidat       | Candidat                     | Parti          | Voix         | %            | Voix        | %           |  |
| -------------- | ---------------------------- | -------------- | ------------ | ------------ | ----------- | ----------- |  |
|                | Edmond Nessler sortant réélu | UD-Ve          | 15 914       | 34,01        | 18 692      | 39,52       |  |
|                | Jean Legendre                | CNIP (PDM)     | 12 773       | 27,30        | 12 461      | 26,35       |  |
|                | Antoine Carvalho             | PCF            | 10 093       | 21,57        | 16 143      | 34,13       |  |
|                | Jean Baboulène               | FGDS (CIR)     | 5 502        | 11,76        |             |             |  |
|                | Louis Lesueur                | PSU            | 2 511        | 5,37         |             |             |  |
|                |                              |                |              |              |             |             |  |
| Inscrits       | Inscrits                     | Inscrits       | 57 543       | 100,00       | 57 530      | 100,00      |  |
| Abstentions    | Abstentions                  | Abstentions    | 9 628        | 16,73        | 9 435       | 16,4        |  |
| Votants        | Votants                      | Votants        | 47 915       | 83,27        | 48 095      | 83,6        |  |
| Blancs et nuls | Blancs et nuls               | Blancs et nuls | 1 122        | 2,34         | 799         | 1,66        |  |
| Exprimés       | Exprimés                     | Exprimés       | 46 793       | 97,66        | 47 296      | 98,34       |  |

#### Troisième circonscription (Clermont)
| Candidat       | Candidat                     | Parti          | Premier tour | Premier tour | Second tour | Second tour |  |
| Candidat       | Candidat                     | Parti          | Voix         | %            | Voix        | %           |  |
| -------------- | ---------------------------- | -------------- | ------------ | ------------ | ----------- | ----------- |  |
|                | Robert Hersant sortant réélu | FGDS (Radical) | 17 327       | 38,56        | 21 323      | 48,90       |  |
|                | Noël Durand                  | PCF            | 10 328       | 22,98        | 13 524      | 31,02       |  |
|                | André Merquiol               | UD-Ve          | 7 639        | 17,00        | 8 755       | 20,08       |  |
|                | Clément Mazeret              | CNI            | 4 051        | 9,01         |             |             |  |
|                | Jean Baert                   | CD (PDM)       | 3 843        | 8,55         |             |             |  |
|                | André Pommery                | Soc.ind.       | 1 752        | 3,90         |             |             |  |
|                | Paul Macori                  | Divers         | 0            | 0            |             |             |  |
|                |                              |                |              |              |             |             |  |
| Inscrits       | Inscrits                     | Inscrits       | 54 061       | 100,00       | 54 052      | 100,00      |  |
| Abstentions    | Abstentions                  | Abstentions    | 8 040        | 14,87        | 9 030       | 16,71       |  |
| Votants        | Votants                      | Votants        | 46 021       | 85,13        | 45 022      | 83,29       |  |
| Blancs et nuls | Blancs et nuls               | Blancs et nuls | 1 081        | 2,35         | 1 420       | 3,15        |  |
| Exprimés       | Exprimés                     | Exprimés       | 44 940       | 97,65        | 43 602      | 96,85       |  |

#### Quatrième circonscription (Senlis)
| Candidat       | Candidat                    | Parti          | Premier tour | Premier tour | Second tour | Second tour |  |
| Candidat       | Candidat                    | Parti          | Voix         | %            | Voix        | %           |  |
| -------------- | --------------------------- | -------------- | ------------ | ------------ | ----------- | ----------- |  |
|                | René Quentier sortant réélu | UD-Ve          | 23 770       | 40,32        | 30 079      | 52,59       |  |
|                | Maurice Bambier             | PCF            | 18 223       | 30,91        | 27 114      | 47,41       |  |
|                | Antoine Chanut              | FGDS (SFIO)    | 10 825       | 18,36        | Retrait     | Retrait     |  |
|                | Philippe Courboin           | CD (PDM)       | 4 573        | 7,76         |             |             |  |
|                | Baptiste Barillon           | Modérés        | 1 556        | 2,64         |             |             |  |
|                |                             |                |              |              |             |             |  |
| Inscrits       | Inscrits                    | Inscrits       | 73 280       | 100,00       | 73 272      | 100,00      |  |
| Abstentions    | Abstentions                 | Abstentions    | 12 802       | 17,47        | 13 378      | 18,26       |  |
| Votants        | Votants                     | Votants        | 60 478       | 82,53        | 59 894      | 81,74       |  |
| Blancs et nuls | Blancs et nuls              | Blancs et nuls | 1 531        | 2,53         | 2 701       | 4,51        |  |
| Exprimés       | Exprimés                    | Exprimés       | 58 947       | 97,47        | 57 193      | 95,49       |  |

#### Cinquième circonscription (Beauvais-Sud)
|                | François Bénard sortant réélu | UD-Ve          | 20 794 | 51,03  |  |  |  |
|                | Bérangère Lorichon            | PCF            | 9 286  | 22,79  |  |  |  |
|                | Maurice César                 | FGDS (SFIO)    | 7 381  | 18,12  |  |  |  |
|                | Jean Dusausoy                 | CD (PDM)       | 3 284  | 8,06   |  |  |  |
|                |                               |                |        |        |  |  |  |
| Inscrits       | Inscrits                      | Inscrits       | 48 464 | 100,00 |  |  |  |
| Abstentions    | Abstentions                   | Abstentions    | 6 540  | 13,49  |  |  |  |
| Votants        | Votants                       | Votants        | 41 924 | 86,51  |  |  |  |
| Blancs et nuls | Blancs et nuls                | Blancs et nuls | 1 179  | 2,81   |  |  |  |
| Exprimés       | Exprimés                      | Exprimés       | 40 745 | 97,19  |  |  |  |